# Helmut Pniociński
Helmut Pniociński, poljski rokometaš, * 22. februar 1944, Chorzów, † 14. junij 1973.
Leta 1972 je na poletnih olimpijskih igrah v Münchnu v sestavi poljske rokometne reprezentance osvojil deseto mesto.